# 特拉弗斯城
特拉弗斯城（英語：Traverse City）是美国密西根州大特拉弗斯郡中的一座城市，是北密歇根地区21个县中最大的城市。根据2020年美國人口普查特拉弗斯城共有15,678名居民。2005年它是密歇根州第13大小都市地区，人口估计有141,011人。它是大特拉弗斯县的县府，不过市区的一小部分属于利勒諾縣。虽然特拉弗斯城不是很大，但是它的市中心是周边七个县（共7000多平方公里）的商业中心。它与半岛对面的阿爾皮納组成下密歇根的两个中心城市。
特拉弗斯城自称为“世界樱桃之都”，每年七月的第一个完整的周里举办为期一周的樱桃节。其周边地区除樱桃外还出产葡萄，是美國中西部出产葡萄酒的中心地区。夏季和冬季旅游业是这里的一个重要产业。这里夏季气候温和，湖滨清凉，拥有高级的高尔夫球场、葡萄园以及附近的国家湖畔风景区，冬季则降雪丰富，附近有滑雪场合数千平方公里的森林。这一切均使得特拉弗斯城成为密歇根州继麦基诺城后第二大旅游地。特拉弗斯城是于1895年5月18日被提升为市的，市政府由全民选举产生的一名市长和六名委员组成。他们组成一个七人立法组织。他们指命一名市管理员来负责城市的行政工作。

## 历史
特拉弗斯城的名字来自于大特拉弗斯湾。此名稱來自於18世纪的法国探险家，他們進行了「大跨越」（法文為 ）以跨越該灣的灣口。
1847年一名船长买下了湾西支的土地，并在这里建造了一座居所和一座锯木厂。1851年他们将这个锯木厂卖给了一个公司。该公司对这个锯木厂投资，由此吸引了其他的移民到这里来定居。
1853年大特拉弗斯湾地区唯一的一个邮局位于附近一个名为“大特拉弗斯”的居民点。1852年当地的居民申请在居民点内设立一个新的邮局，获得批准。一开始居民想将这个邮局命名为“大特拉弗斯城”，但是遭到了邮政局的反对，因为他们觉得这样容易与附近的“大特拉弗斯”混淆。因此他们决定将这个新的邮局命名为特拉弗斯城，这是这座城市的名字的来源。

## 地理
特拉弗斯城位于密歇根湖中大特拉弗斯湾的顶端，两个半岛的基部。包德曼河在注入特拉弗湾前在市内形成包德曼湖。
根据美国人口调查局的数据特拉弗斯城的总面积为22.5平方公里，其中陆地面积为21.8平方公里，水域面积为0.8平方公里（占总面积的3.45%）。

## 人口
根据2000年的人口普查市内有居民14,532人，分6,443个户、3,485个家庭，人口密度为每平方公里667.2人。其中白人占96.00%、非裔美国人占0.65%、美洲土著人占0.98%、亚裔美国人占0.50%、太平洋土著人占0.03%、其他人种占0.48%、混血儿占1.36%。西班牙裔和拉丁美洲裔的人占1.67%。
| 白人   | 非裔美国人 | 其他  |
| ------ | ---------- | ----- |
| 96.00% | 0.65%      | 3.35% |

市内的6443个户中有24.5%有18岁以下的未成年人、39.7%是结婚夫妇、11.2%是带孩子的单身妇女、45.9%不是家庭、35.9%是单身汉、13.7%有65岁以上的老年人。平均每户2.15人，家庭的平均大小为2.82人。
市内的人口结构为20.3%在18岁以下、10.8%在18至24岁之间、29.6%在25至44岁之间、24.1%在45至64岁之间、15.2%在65岁以上，平均年龄为38岁。女子对男子的性别比为100：90.5，成年人的性别比为100：87.2。
市内每户的平均年收入为37,330美元，家庭的平均年收入为46,912美元。男子的平均年收入为31,587美元，女子的平均年收入为22,512美元。人均年收入为22,247美元。约4.8%的家庭和8.4%的居民生活在贫困线以下，其中包括7.2%的未成年人和7.9%的老年人。

## 教育
- 西北密歇根学院
- 西密歇根大学（分校）

## 媒体

### 报刊
《特拉弗斯城纪录老鹰》是在特拉弗斯城与其周围的13个县里发现的一份报道纪录的报纸，它是密歇根北部唯一的一份周日发行的报纸。
《底特律自由报》、《底特律新闻报》和《大瀑布城新闻》三份日报在当地的报刊出售点均可买到。《北部快周报》是密歇根北部地区最大的周报，发行量为三万份。
西北密歇根学院的学生发行一份独立的、名为《白松报》的两周报，发行量为4000份。
至少有两份杂志是在特拉弗斯城出版的：《第三眼杂志》（Thirdeye Magazine）是一份双月刊，其主体为社会、政治和艺术。《特拉弗斯》是一份地区内容的月刊。
市内有一印刷厂，印刷多份杂志。

### 电视
特拉弗斯城是当地最大的城市，而其周边地区则是密西西比河东岸地区最大的电视市场地区，因此大多数电视台在这里在不同的频道上同时播送。
有两座电视台以特拉弗斯城为总部。
市内有一座中继站。

### 电台
特拉弗斯城是附近属于国家公共广播的英特拉根艺术学院广播站的主要播送对象。该电台是以特拉弗斯城大小的城市为基地的广播站中最大和射程最远的，在西北下密歇根有两个电台。
西北密歇根学院有一座业余电台，白天一般播送爵士乐和布鲁斯，晚上则播送摇滚乐和电子音乐，这个电台还有一个社群电台，个人可以在上面讲述自己的故事或者播送自己制作的节目。

## 旅游
每年七月的第一个完整的星期里进行的国家樱桃节是特拉弗斯城最主要的旅游点。节日包括游行、烟花、露天音乐会和樱桃。估计大特拉弗斯地区每年生产3.6亿磅樱桃。
特拉弗斯城也吸引许多帆船、游艇，以及品尝葡萄酒和观赏秋景的游客。城市附近有许多高尔夫球和滑雪胜地也吸引许多游客。
特拉弗斯城州立公园有250个宿营的位置，面积47英亩，包括约0.25英里长的特拉弗斯湾旁沙滩。
市西的利勒諾半岛上也有许多景点。
从2005年7月27日至31日在特拉弗斯城市中心的电影院里曾经举办过一次特拉弗斯城电影节，主要内容是纪录片，该电影节的主要支持者是迈克尔·摩尔。
2006年在特拉弗斯城举行过基督教舞蹈和音乐的苜蓿节。
西北角有睡熊沙丘国家公园

## 市中心
特拉弗斯城市中心有许多商店、饭店和办公室。美国最大的老汽车保险公司的总部位于特拉弗斯城的市中心。市中心最高的建筑是公园广场旅店，高125英尺，10层楼。近年来在市中心有许多新建筑建成。

## 体育
特拉弗斯城有一些参加地区性联赛的棒球、曲棍球和橄榄球队。

## 交通
2004年樱桃都机场的新登机楼建成，该机场有班机去往芝加哥、底特律、明尼阿波利斯，季度性地有去往纽约市的班机，此外还有去往密歇根州北部小地方的班机。机场旁是美国海岸警卫队的机场，该警卫队负责在五大湖北部地区进行营救工作。
特拉弗斯城的公共交通系统包括出租汽车和公共汽车，也为周边地区服务。2006年7月21日在市中心开辟了一个公共汽车枢纽。
以下高速公路在特拉弗斯城交汇：美國國道31、37号密歇根州高速公路、72号密歇根州高速公路和22号密歇根州高速公路。
通到特拉弗斯城的铁路线路是州拥有的，目前只有货运运输，运输的货物主要是果实、废铁和木头。1966年10月29日客运班车停运，但是不定期地还有旅游车服务。

## 名人
以下名人出生于特拉弗斯城：
- 杰瑞米·戴维斯，演员
- 丹·马杰利，棒球运动员
- 巴里·沃森，演员
- 戴维·韦恩，演员